# Josef Faltys
Josef Faltys (12. září 1839 Záběhlice u Prahy – 17. ledna 1926 Praha) byl český divadelní herec, režisér a ředitel, významná postava raného rozvoje českého divadla. Od roku 1862 profesionálně působil jako herec v souboru vedeného Josefem Aloisem Prokopem, nasledně pak desítky let vedl vlastní divadelní společnost, jednu z prvních česky hrajících kočovných divadelních společností

## Život

### Mládí
Narodil se v Záběhlicích nedaleko Prahy v herecké rodině. Jeho otec byl původně mýdlařem. V osmnácti letech se začal věnovat českému ochotnickému divadlu, navštěvoval také představení ve Stavovském divadle a v dřevěné divadelní aréně Eggenberg na Smíchově, kde působila Prokopova divadelní společnost.

### Prokopova společnost
Roku 1862 byl ředitelem Josefem Aloisem Prokopem angažován jako člen jeho společnosti, také nazývané První divadelní společnost česká pro venkov či Národní divadlo pro venkov, nejstarší české kočující společnosti hrající po Čechách a Moravě již od roku 1849. Žádné takové uskupení v Rakouském císařství do té doby neexistovalo, drtivá většina divadelního života v Čechách byla soustředěna v Praze, kde beztak převažovala německá produkce. Ke konci roku 1862 roku J. A. Prokop zemřel, vedení společnosti pak převzala vdova Vojtěška Prokopová. Téhož roku se Faltys oženil s Antonií Muškovou, dcerou režiséra souboru Hynka Muška a herečkou společnosti.

### Faltysova společnost
Následně působil v několika dalších divadelních společnostech, mj. spolku Josefa Kullase, se kterým se účastnil prvních česky hraných představení v Litoměřicích. Od roku 1873 vedl divadelní společnost Jaroslava Hofa, působící především ve středních Čechách, kterou následně roku 1875 převzal na sebe a vytvořil tak Divadelní společnost Josefa Faltyse. V soubotu byli angažováni mj. herci Jaroslav Auerswald, Adolf Dobrovolný, Emil Focht, Karel Lier, Karolina Rennerová-Syřínková, František Šípek, Karel Želenský a další, pravidelně u souboru hostovali také věhlasní pražští herci Josef Frankovský a Jindřich Mošna. Náplní dramaturgie společnosti byla především česká dramata lehčích žánrů, veselohry a lidové frašky. Významná je Faltysova společnost svým působením na území převážně německojazyčných severních Čech, kde v období procesu s Omladinou roku 1894 uváděla dramata s motivy české národní historie, především pak z dob husitství.
Společnost osobně vedl až do roku 1903, kdy její vedení předal svému synovi Karlu Faltysovi. Roku 1907 oslavil padesáté výročí aktivní divadelní činnosti.

### Úmrtí
Josef Faltys zemřel 17. ledna 1926 ve věku 86 let.
Na pražské Zbraslavi po něm byla pojmenována ulice, Faltysova.
V roce 1863 se oženil se Antonií Muškovou (1838–1908), dcerou proslulého herce a divadelního režiséra Hynka Muška a neteří Antonína Muška. Přes rodinu Muškovu byl příbuzensky spřízněn s hereckou rodinou Červíčkových (viz Ondřej Červíček) a Hrušínských (viz Rudolf Hrušínský nejstarší). Nejmladší syn Karel (17. dubna 1878 Votice –1944) se prosadil u divadla a filmu nejvýrazněji. Starší synové Břetislav (21. srpna 1871 Terezín – 22. prosince 1940 Praha) a Jaroslav (31. srpna 1873 Železný Brod – 7. února 1937 Klánovice) se divadlu věnovali také, byli herci a režiséry otcovy společnosti. Dalšími dětmi byly Josef Faltys mladší, Viktorie Faltysová, Johana Faltysová a Marie Faltysová Fochtová (25. listopadu 1864 Smiřice – 20. ledna 1930, Praha), pozdější činoherní herečka Švandova divadla a manželka Emila Fochta (1864–1954), pozdějšího herce Činohry Národního divadla.